# Juan Barios Ortiz
Juan Barios Ortiz (Lleida, 25 de juliol de 1943) és un enginyer agrònom i polític català, diputat al Parlament de Catalunya en la IV Legislatura.
Es va graduar en l'Escola Tècnica Superior d'Enginyers Agrònoms de Madrid (ETSIAM) i treballà com a funcionari del Ministeri d'Agricultura d'Espanya de 1971 a 1995, i després del Departament d'Agricultura, Ramaderia i Pesca de la Generalitat de Catalunya. Fou elegit paer de Lleida a les eleccions municipals espanyoles de 1995 i diputat a les eleccions al Parlament de Catalunya de 1995. Fou membre de la Comissió del Síndic de Greuges, de la Comissió d'Agricultura, Ramaderia i Pesca i de la Comissió d'Estudi sobre la Problemàtica del Món Rural a Catalunya. El juny de 1996 va renunciar al seu escó al Parlament de Catalunya quan fou nomenat governador civil de la província de Lleida. El juny de 1997 canvià el càrrec de governador civil pel de subdelegat del govern. Va ocupar el càrrec fins a maig de 2004. El març de 2003 el Jutjat d'Instrucció n. 3 de Lleida va obrir diligències contra ell per prevaricació i contra els drets dels treballadors per suposades irregularitats en la tramitació d'expedients per a la regularització d'immigrants. En setembre de 2007 fou jutjat juntament amb l'ex delegat de Treball, Lorenzo Echarri, el policia José María Vieites, i el seu assessor Salvador Puy; se'ls demanava 10 anys d'inhabilitació per ocupar càrrecs públics. Pel novembre del mateix any tots foren absolts per manca de proves.